# Accordo Cvetković-Maček
L'accordo Cvetković-Maček, noto anche semplicemente come Sporazum, fu un compromesso politico sulle divisioni interne al Regno di Jugoslavia. Fu stabilito il 26 agosto 1939 dal primo ministro jugoslavo Dragiša Cvetković e Vladko Maček, un politico croato. L'accordo istituì la Banovina di Croazia, disegnata per includere il maggior numero possibile di croati etnici, che ha effettivamente creato un sub-stato croato in Jugoslavia, una richiesta dei politici croati sin dalla fondazione della Jugoslavia nel 1918.

## Contesto storico

### L'amministrazione negli anni '20 e la questione croata
La Jugoslavia ha effettivamente attraversato due momenti per la definizione dei confini amministrativi interni. Nella Costituzione di Vidovdan del 28 giugno 1921, redatta in gran parte da Nikola Pašić e Svetozar Pribićević, furono istituiti 33 distretti amministrativi in quello che fu chiamato il Regno dei Serbi, Croati e Sloveni. Questi sono stati progettati in modo da massimizzare il potere politico e la rappresentanza della popolazione etnica serba, e un emendamento alla legge elettorale nel giugno 1922 ha persino prescritto l'uso dei valori di popolazione prima della prima guerra mondiale, consentendo alla Serbia di ignorare le sue enormi perdite durante la guerra. In più, il modo in cui la costituzione è stata approvata dal parlamento ha anche causato un certo risentimento politico, poiché il Partito contadino repubblicano croato (HRSS), il più grande partito regionalista della Croazia, si era rifiutato di votare, mentre il Partito Comunista di Jugoslavia (KPJ) era stato escluso dal voto. Ciò aveva reso più facile sia per il Partito Radical-Popolare (NRS) di Pašić che per il Partito Democratico (DS) di Pribićević, i partiti politici con il più alto consenso tra i serbi etnici, di realizzare i loro programmi.
Alla fine, la Costituzione di Vidovdan ha istituzionalizzato l'egemonia serba nello stato nascente e la sua revisione è diventata un obiettivo chiave per le voci dell'opposizione di alto rango come il leader dell'HRSS Stjepan Radić. Radić è stato assassinato da un deputato serbo in parlamento nel 1928 e morì due mesi dopo. Divenne un martire per la causa anti-Vidovdan, e la poca fede croata rimasta nella costituzione andò in frantumi. L'HRSS ha ricominciato a boicottare il parlamento e la Costituzione di Vidovdan è diventata insostenibile.
A partire dal 1922, la questione del valore e del metodo preferito per la pacificazione nei confronti del riluttante partner croato divenne la versione locale della questione croata tra l'élite serba. Anche l'amputazione, cioè l'indipendenza della Croazia a vantaggio dell'intero sistema, è stata presa in considerazione in più occasioni. La visione serba dell'amputazione includeva l'annessione di regioni etnicamente miste tra croati e serbi da parte della Serbia, piuttosto che della Croazia. Ciò avrebbe effettivamente portato alla "Grande Serbia" piuttosto che all'unione degli slavi del sud. Dal punto di vista croato, la questione croata era meno incentrata sulla pacificazione della Jugoslavia nel suo insieme, ma sulla separazione della Croazia da qualsiasi tipo di influenza da Belgrado. Stjepan Radić divenne il primo volto del movimento separatista croato. Oscillava tra il favorire l'indipendenza assoluta ed il modello di governo confederato con tre popoli costituzionalmente riconosciuti (sloveni, croati, serbi) che avrebbero dovuto formare singoli stati nazionali indipendenti e sovrani prima di aderire volontariamente ad un'unione libera. Altre contraddizioni nelle sue convinzioni politiche includevano quelle sul ruolo della religione organizzata, dell'urbanizzazione e del comunismo. La sua visione dei confini della Croazia, sia all'interno che all'esterno della Jugoslavia, si espanse ben oltre l'attuale stato nazionale croato e includeva anche la maggior parte della Bosnia ed Erzegovina contemporanea.
Secondo Radić, i bosgnacchi locali non erano un gruppo di persone separato, ma erano in realtà un'estensione della nazione croata che li aveva "debalcanizzati". Radić ha usato il termine "Balcani" in modo dispregiativo, poiché credeva che la Croazia non facesse parte dei Balcani. Questa visione croata sullo status della Bosnia, che risaliva ai pensatori come Ljudevit Gaj, era contrapposta alle credenze nazionaliste serbe risalenti a Vuk Karadžić, che includeva i bosgnacchi come parte naturale della nazione serba. In quanto tale, qualsiasi tipo di insediamento territoriale tra serbi e croati sarebbe probabilmente avvenuto senza la rappresentanza dei bosniaci e si sarebbe rivelato per i bosniaci come un danno.

### La dittatura reale degli anni '30

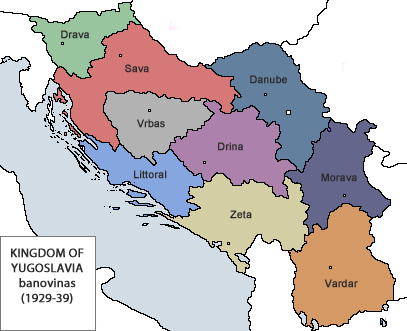
Le nove Banovine iniziali della Jugoslavia, istituite nel 1929, ciascuna prende il nome da un corpo idrico e deliberatamente disegnato per evitare confini prestabiliti storicamente, etnicamente o regionale pur mantenendo efficacemente il dominio etnico serbo.

Dopo la proclamazione della dittatura del 6 gennaio da parte di Alessandro I, la Costituzione di Vidovdan fu abolita. Sei mesi dopo, fu sostituita con la Costituzione jugoslava del 1931 (nota anche come Costituzione di settembre) e il paese divenne ufficialmente il Regno di Jugoslavia. Nella Costituzione di settembre, i 33 distretti amministrativi della Costituzione di Vidovdan sono stati sostituiti con nove banovine. Ognuno di questi prendeva il nome da un fiume, e nel caso del Banovina del Litorale, dalla costa stessa. Apparentemente erano concepiti per evitare connotazioni di fedeltà storica, etnica, regionale o religiosa, ma erano in effetti una continuazione del dominio serbo all'interno della Jugoslavia: i serbi erano la maggioranza in sei banovine su nove, gli sloveni erano in maggioranza nella Drava, i croati nella Sava e nel Litorale. In confronto, gli albanesi del Kosovo e i macedoni erano minoranze sotto la maggioranza serba nella Zeta e nel Vardar, mentre i bosgnacchi (spesso chiamati all'epoca solo musulmani) erano divisi tra quattro banovine (Vrbas, Zeta, Drina, Litorale), non raggiungendo la maggioranza in nessuna di esse.
Nel decennio successivo all'instaurazione della dittatura reale, una mezza dozzina di primi ministri ( Živković 1929-1932, Marinković 1932, Srškić 1932-1934, Uzunović 1934, Jevtić 1934-1935, Stojadinović 1935-1939) sorsero e caddero, prima per volere di re Alessandro I, e poi, dopo l'assassinio del re nel 1934, per volere del principe Paolo, che servì come reggente per il re Pietro II ancora minorenne.
Di questi primi ministri, Milan Stojadinović ha avuto il mandato più lungo tra il 1935 e il 1939, principalmente a causa della ripresa economica globale dalla Grande Depressione: era ideologicamente un forte centralista e contrario a grandi concessioni ai movimenti di minoranza, in particolare quando si trattava della questione croata. Attirò anche l'ira personale del principe Paolo, un anglofilo di mentalità occidentale, adottando le immagini e la retorica dal fascismo italiano. Il governo di Stojadinović cadde all'inizio di febbraio 1939, quando perse la fiducia del suo gabinetto. Il reggente lo sostituì con Dragiša Cvetković il 5 febbraio. Cvetković sarebbe rimasto primo ministro fino al colpo di Stato jugoslavo nel marzo 1941, immediatamente precedente l'invasione tedesca della Jugoslavia. Cvetković non era particolarmente popolare nella sua nativa Serbia, né tra i sostenitori del governo né con l'opposizione. Di conseguenza, ha cercato di stringere un accordo con Vladko Maček, che era diventato il leader del movimento regionalista croato dopo la morte di Radić.

### Il ruolo dei croati nel governo, 1918-1939
Stjepan Radić aveva inizialmente boicottato l'Assemblea jugoslava con il suo HRSS all'inizio degli anni '20 ed era stato apertamente ostile all'istituzione della monarchia jugoslava e alla stessa appartenenza della Croazia all'interno dello stato jugoslavo. Si impegnò in una retorica apertamente ostile nei confronti dell'élite serba e dovette espatriare nel luglio 1923 dopo un mandato di arresto spiccato a causa di un discorso offensivo nei confronti della regina Maria. Radić aveva persino arruolato il suo partito nel Krestintern in Unione Sovietica nel 1924, sebbene re Alessandro avesse apertamente sostenuto i russi bianchi contro i bolscevichi nella guerra civile russa. L'aperto flirt di Radić con il comunismo, profondamente disprezzato dall'establishment politico serbo, provocò anche in parte la caduta dell'amministrazione Davidović, la prima che non era stata guidata dal Partito radicale. A metà degli anni '20, trasformò la sua ideologia, accettò sia la monarchia che la costituzione e iniziò a lavorare con il suo ribattezzato Partito Contadino Croato (HSS, la parola "repubblicana" era stata eliminata dal nome) dall'interno del sistema. Una breve alleanza tra l'HSS di Radić e il Partito Radicale di Pašić, formata il 18 luglio 1925, non portò da nessuna parte a causa del disprezzo reciproco e pubblico, e l'HSS ruppe i ranghi con i radicali all'inizio di aprile 1926.
Dopo la morte di Radić nel 1928, il 13 agosto 1928 il partito passò sotto la guida di Vladko Maček, che lo rivolse ulteriormente a favore dei circoli politici borghesi e dell'intellettualismo, lontano dall'agraria contadina rurale originariamente immaginata da Radić. Gli era stata offerta la possibilità di guidare il governo jugoslavo come primo ministro nel luglio 1932, dopo che il re aveva licenziato Petar Živković e Vojislav Marinković in breve successione, ma Maček rifiutò.
Durante la dittatura reale, formò potenti alleanze politiche nell'opposizione. In primo luogo, l'HSS si unì al Partito Democratico per formare un'Unione Democratica Contadina, e poi si alleò con le altre forze come il Partito Popolare Sloveno e l'Organizzazione Musulmana Jugoslava per diventare una completa alleanza all'opposizione. Queste alleanze riuscirono a ottenere buoni risultati elettorali nonostante il sistema politico apertamente fazioso che la Costituzione del settembre 1931 aveva stabilito. La lista di opposizione riuscì a ottenere il 45% dei voti nel dicembre 1938, minando ulteriormente l'autorità del primo ministro Stojadinović. Stojadinović fu poi sostituito con Cvetković nel febbraio 1939.

## Accordo

### Trattative
Cvetković era stato nominato primo ministro a causa della necessità che il reggente Paul vedeva nel placare immediatamente i regionalisti croati. Tramite degli intermediari dell'HSS, Cvetković ha incontrato Maček a Zagabria per i colloqui preliminari. Cvetković e Maček avrebbero potuto trarre profitto l'uno dall'altro: Cvetković poteva ottenere la legittimazione necessaria con il popolo croato e quindi l'opposizione unita, mentre Maček poteva realizzare il suo programma regionalista per aumentare l'autonomia croata. I negoziati durarono dall'aprile all'agosto 1939 e finalizzarono lo Sporazum. L'accordo fu raggiunto il 20 agosto 1939 e ratificato il 26.

### Termini

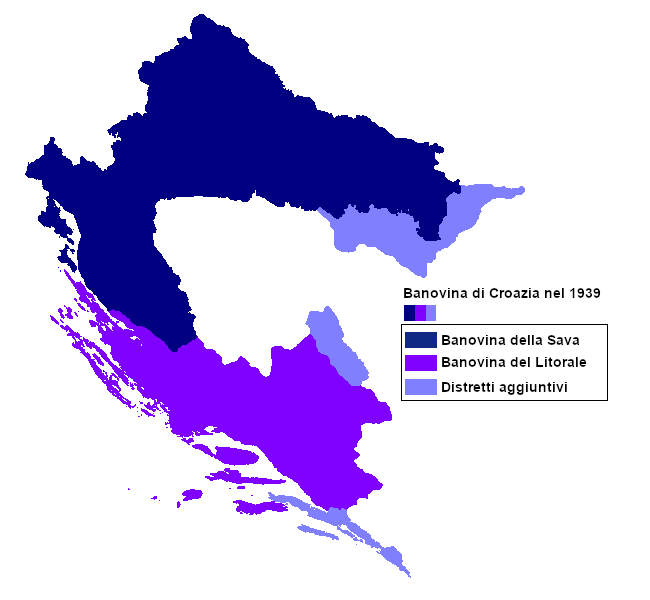
La Banovina della Sava e la Banovina del Litorale furono fuse nella Banovina di Croazia.

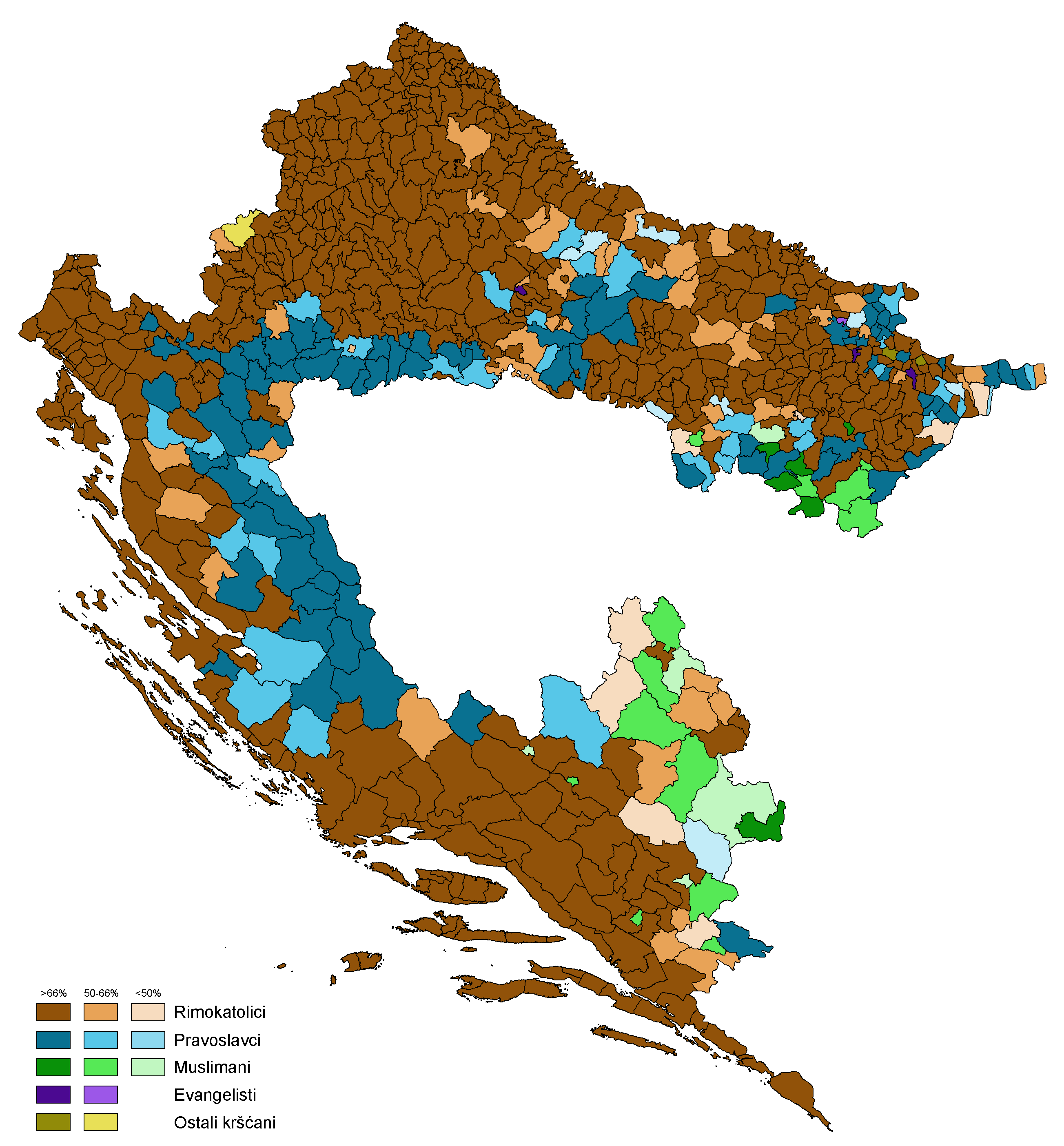
Carta religiosa della Banovina di Croazia per comune, secondo il censimento del 1931.

I termini dell'accordo erano i seguenti:
- Articolo I
  - Sarà formato un nuovo governo per la Banovina di Croazia.
- Articolo II
  - Le banovina Sava e Litorale coinfluiranno nella Banovina della Croazia.
  - Inoltre, a queste due banovine si aggiungeranno la maggior parte delle zone croate delle regioni di Dubrovnik, Sid, Ilok, Brcko, Gradacac, Travnik e Fojnica.
  - Le zone delle suddette regioni prive di maggioranza croata saranno separate e non saranno annesse alla Banovina di Croazia.
- Articolo III
  - Serbi, croati e sloveni devono essere uguali davanti alla legge nella nuova Banovina come nel resto del paese in generale. Ai tre gruppi etnici è garantito pari accesso agli incarichi di servizio pubblico nel Paese.
  - L'uguaglianza religiosa è garantita. La Costituzione della nuova Banovina garantirà uguali diritti civili e politici fondamentali.
- Articolo IV
  - Gli affari interni di agricoltura, commercio e industria, foreste e miniere, edilizia, politica sociale, istruzione pubblica, giustizia e amministrazione interna saranno trasferiti alla giurisdizione della Banovina di Croazia. La Banovina collaborerà con la dirigenza militare per quanto riguarda le concessioni minerarie di interesse per la difesa nazionale.
  - Tutti gli altri affari, così come le "questioni di particolare importanza per lo Stato", come la sicurezza nazionale, la soppressione della propaganda distruttiva, l'intelligence della polizia, la protezione dell'ordine pubblico e altri, rimarranno al governo federale.
  - Alla Croazia sarà data la "necessaria autonomia finanziaria", ma alla leadership militare sarà fornita l'influenza necessaria nella produzione e nella logistica all'interno della Croazia stessa per assicurare la difesa nazionale.
- Articolo V
  - Potere legislativo di Re e Parlamento congiunto nella giurisdizione della Banovina.
  - Creazione di un parlamento separato per la Banovina, eletto liberamente a scrutinio universale, diretto e segreto. Sarà garantita la rappresentanza della minoranza.
  - Il Re eserciterà i suoi poteri amministrativi all'interno della Banovina mediante un Bano.
  - Il Bano, nominato e revocato dal re, è responsabile nei confronti del Re e del Parlamento.
  - Gli atti scritti dell'autorità regia devono essere controfirmati dal Bano se devono essere applicati all'interno della Banovina di Croazia.
  - Istituzione di una Corte Costituzionale per la risoluzione delle controversie tra il governo federale e la Banovina.
- Articolo VI
  - L'estensione territoriale ed i diritti giurisdizionali della Banovina saranno garantiti da un'apposita disposizione costituzionale. Questa disposizione non può essere modificata senza il consenso della Banovina stessa.
- Articolo VII
  - Il governo federale si impegna ad emanare tutte le nuove leggi che potrebbero essere necessarie per attuare l'accordo.

Inoltre, sebbene non formalizzato nell'accordo, Maček è entrato nel governo come vicepremier. Quattro ulteriori incarichi di gabinetto furono assegnati ai colleghi di Maček, formando il governo di unità nazionale. Il primo e unico Bano fu Ivan Šubašić, un veterano della prima guerra mondiale che fu selezionato dal reggente come un serbo-croato nella speranza di placare l'opinione pubblica serba sull'accordo con i croati, sebbene il gesto ha avuto scarso effetto sulla reazione negativa serba all'accordo.

### Risultato
Per la parte HSS della Coalizione Contadini-Democratici, l'accordo significava che, proprio come l'HRSS aveva fatto con la Costituzione di Vidovdan, il partito ora operava effettivamente dall'interno della Costituzione di settembre e aveva iniziato a cooperare con il sistema costituzionale che aveva precedentemente respinto. Tuttavia, Maček si era avvicinato il più possibile alla completa autonomia croata senza una totale indipendenza: la Croazia ora aveva un divieto tra sé stessa e il re, e aveva un proprio parlamento a Zagabria, il Sabor, per occuparsi dei propri affari. Inoltre, aveva ottenuto cinque incarichi di governo per sé e per i suoi colleghi. Tuttavia, le clausole dell'accordo erano provvisorie. Le revisioni previste però non avvennero mai, poiché la seconda guerra mondiale determinò la fine del Regno di Jugoslavia.
La nuova Banovina della Croazia comprendeva circa un terzo dell'intero territorio del paese. I croati erano ora l'unico gruppo etnico all'interno della Jugoslavia con una propria entità politica dedicata all'interno del Regno di Jugoslavia, ma la popolazione conteneva anche il 20% di serbi e il 4% di bosgnacchi.
La maggior parte delle clausole del trattato rimasero inadempiute, poiché lo scoppio della seconda guerra mondiale nella stessa settimana della ratifica dell'accordo e l'eventuale coinvolgimento della Jugoslavia dopo l'invasione tedesca dell'aprile 1941 ne impedirono la realizzazione politica.

### Reazione

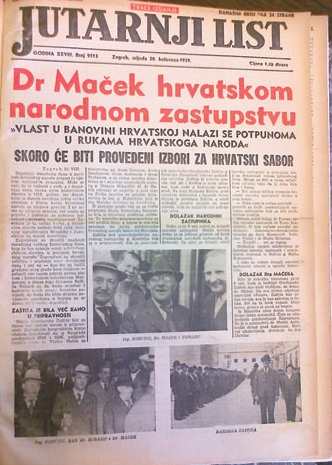
Il quotidiano croato Jutarni List celebra l'accordo il 30 agosto 1939.

#### Croazia
La reazione croata all'interno della Jugoslavia fu, almeno inizialmente, generalmente positiva, poiché i croati, alla fine, ebbero il loro governo autonomo e un'entità territoriale etnicamente definita da poter chiamare propria. Nonostante ciò, sia gli ustascia fascisti che i comunisti croati erano scontenti che l'insediamento fosse rimasto privo di una totale indipendenza. L'opinione positiva è stata ulteriormente aiutata dal fatto che l'accordo è stato legittimato dai suoi sponsor, in particolare Maček, che era popolare come difensore degli interessi nazionali croati. L'opinione positiva nei confronti dell'accordo tra i croati divenne sempre più aspra quando l'attuazione dell'accordo si arrestò e sorsero difficoltà economiche in relazione allo scoppio della seconda guerra mondiale.

#### Serbia
La reazione serba è stata di indignazione: 800.000 persone di etnia serba, circa il 20% della popolazione della Banovina, erano ora sudditi di un parlamento croato, e l'adesione del croato Maček alla carica di vicepremier è stata percepita come ancora più di un insulto. Inoltre, il fatto stesso dell'esistenza di una banovina croata ha portato a richieste politiche per lo stesso accordo per la Serbia. Slobodan Jovanović del Club culturale serbo ha avanzato una proposta che avrebbe incluso Bosnia, Montenegro e Macedonia in una banovina di paesi serbi. Questa proposta raggiunse le fasi di progettazione a metà del 1940, ma non fu mai realizzata a causa della crescente pressione esercitata sul paese dagli eventi della seconda guerra mondiale. Sia il clero ortodosso che la classe degli ufficiali delle forze armate jugoslave si opposero apertamente all'accordo. Fu respinto l'accordo anche negli ambienti liberali serbi, dove la Costituzione del 1931 era impopolare.
Ma tra i liberali serbi, l'indignazione principale non è stata con un governo serbo che ha tradito i serbi, ma piuttosto con la parte croata dell'accordo, poiché i croati attraverso la loro cooperazione con il governo autoritario hanno legittimato sia il sistema autoritario in generale che la Costituzione del 1931 in particolare. In Serbia, sia i liberali che i conservatori, hanno addebitato almeno una parte della colpa al primo ministro Cvetković, che presto divenne ancora meno popolare in Serbia del suo predecessore autoritario Stojadinović. In generale, l'accordo mise a dura prova le relazioni serbo-croate, che erano complessivamente migliorate durante l'opposizione unita dei liberali croati e serbi contro l'autorità del governo centrale. L'effetto principale della creazione della Banovina della Croazia sulle opinioni politiche della maggior parte dei responsabili politici serbi fu la fine dell'ideologia del centralismo (chiamato anche unitarismo). Alla fine degli anni '30, la maggior parte dei politici serbi era a favore di un sistema federale e desiderava emulare i diritti di autonomia croati per i serbi.

#### Resto della Jugoslavia
Particolarmente amareggiati erano i musulmani bosgnacchi, che già in precedenza avevano dovuto fare i conti con la divisione tra quattro diverse banovine, in tutte le quali erano minoranze: due di queste banovine furono fuse in una entità nazionale, cosa che ai bosniaci era stata negata, insieme al riconoscimento stesso come sottocultura nazionale in Jugoslavia, che fin dalla sua fondazione era principalmente costruita attorno a serbi, croati e sloveni. Non solo alcune porzioni della popolazione bosniaca (4% della Banovina della popolazione complessiva della Croazia) ora vivono sotto il dominio croato, ma la bozza per una banovina serba di Jovanović e del Club culturale serbo hanno minacciato di minare l'autonomia culturale e politica anche dei restanti bosgnacchi. Solo un membro del nuovo governo Cvetković-Maček era un membro dell'Organizzazione musulmana jugoslava, aumentando ulteriormente l'impressione che i croati avessero stretto un accordo con i serbi per spartire la Bosnia a scapito dei bosgnacchi.
Per gli sloveni si trattava ancor meno di una possibile imminente distruzione nazionale come nel caso della Bosnia, ma più di uguaglianza tra i tre popoli. Gli sloveni di solito erano stati fianco a fianco con i croati in uno scetticismo comune nei confronti dell'autorità serba centrale, ma ora i croati evidentemente avevano stretto un accordo con i serbi che concedeva loro un trattamento speciale, incluso un parlamento nazionale separato che la Slovenia non aveva avuto concesso. Sebbene la Banovina della Drava fosse in qualche modo vicina a un distretto esclusivamente sloveno, non aveva nessuna delle autonomie speciali concesse alla Banovina di Croazia. Mentre ci sono state richieste per una Banovina della Slovenia, la minaccia rappresentata dalla vicina Italia e Germania in rapida espansione ha presto avuto la precedenza.